# Allium birkinshawii
Allium birkinshawii är en amaryllisväxtart som beskrevs av Paul Mouterde. Allium birkinshawii ingår i släktet lökar, och familjen amaryllisväxter.
Artens utbredningsområde är Syrien. Inga underarter finns listade i Catalogue of Life.